# Linanthus
Genre
Linanthus est un genre de plantes à fleurs de la famille des Polemoniaceae.

## Liste des espèces
Selon ITIS :
- Linanthus acicularis Greene
- Linanthus ambiguus (Rattan) Greene
- Linanthus androsaceus (Benth.) Greene
- Linanthus arenicola (M.E. Jones) Jepson & V. Bailey
- Linanthus aureus (Nutt.) Greene
- Linanthus bellus (Gray) Greene
- Linanthus bicolor (Nutt.) Greene
- Linanthus bigelovii (Gray) Greene
- Linanthus bolanderi (Gray) Greene
- Linanthus breviculus (Gray) Greene
- Linanthus ciliatus (Benth.) Greene
- Linanthus concinnus Milliken
- Linanthus demissus (Gray) Greene
- Linanthus dianthiflorus (Benth.) Greene
- Linanthus dichotomus Benth.
- Linanthus filipes (Benth.) Greene
- Linanthus floribundus (Gray) Greene ex Milliken
- Linanthus gradiflorus (Benth.) Greene
- Linanthus grandiflorus (Benth.) Greene
- Linanthus harknessii (Curran) Greene
- Linanthus jepsonii D.W. Schemske & C. Goodwillie
- Linanthus jonesi (Gray) Greene
- Linanthus jonesii (Gray) Greene
- Linanthus killipii Mason
- Linanthus latisectus E.G. Buxton
- Linanthus lemmonii (Gray) Greene
- Linanthus liniflorus (Benth.) Greene
- Linanthus melingii (Wiggins) V. Grant
- Linanthus montanus (Greene) Greene
- Linanthus nudatus Greene
- Linanthus nuttallii (Gray) Greene ex Milliken
- Linanthus oblanceolatus (Brand) Eastw. ex Jepson
- Linanthus orcuttii (Parry & Gray) Jepson
- Linanthus pachyphyllus Patterson
- Linanthus parryae (Gray) Greene
- Linanthus parviflorus (Benth.) Greene
- Linanthus pygmaeus (Brand) J.T. Howell
- Linanthus rattanii (Gray) Greene
- Linanthus septentrionalis Mason
- Linanthus serrulatus Greene